# The King's Speech
The King's Speech is een Britse film uit 2010 van regisseur Tom Hooper. De hoofdrollen worden vertolkt door Colin Firth, Helena Bonham Carter en Geoffrey Rush. De film won op het Filmfestival van Toronto de prestigieuze publieksprijs. Tijdens de 83ste Oscaruitreiking won de film vier Oscars, voor beste film, beste regisseur, beste mannelijke hoofdrol (Colin Firth) en beste originele scenario.

## Verhaal
Albert George, die door vrienden en familieleden Bertie genoemd wordt, is de zoon van koning George V.
Als prins moet hij weleens een toespraak houden, maar dat gaat hem moeilijk af omdat hij stottert. Zijn echtgenote, Elizabeth Bowes-Lyon, stuurt hem daarom naar de eigenzinnige spraakleraar Lionel Logue. Deze wordt al snel ook een soort psycholoog en vriend van Bertie, wiens zelfbeeld en zelfvertrouwen hij verbetert.
Na de dood van Alberts vader wordt deze opgevolgd door Alberts alleenstaande broer Edward VIII. Minder dan een jaar later doet deze weer afstand van de troon omdat zijn aanstaande vrouw Wallis Simpson als gescheiden vrouw niet aanvaard wordt als koningin. Vervolgens wordt Albert de nieuwe koning, zeer tegen zijn zin, vooral omdat hij ondanks de behandeling nog steeds stottert. Hij neemt op advies van Winston Churchill de naam "George VI" aan, omdat Albert te Duits klinkt.
Het is de periode waarin radio uitgroeit tot een massamedium. De Tweede Wereldoorlog staat op het punt uit te breken en de grote vijand Duitsland staat onder leiding van Adolf Hitler, die juist zo'n goede redenaar is, contrasterend met het gestotter van George VI.
Belangrijke optredens van de koning, waarop hij zich met Lionel voorbereidt, zijn onder andere de kroning. De climax van de film is de radiotoespraak die de Britse troepen en het volk moet steunen en aanmoedigen nadat Groot-Brittannië op 3 september 1939 de oorlog heeft verklaard aan Duitsland. Hij doet dat, na een wat aarzelend begin, erg goed. Wanneer hij de toespraak nabespreekt met Logue zegt die dat Bertie nog wat stotterde bij de 'w'. Bertie antwoordt dat dat niet erg was, want zo hoorde het volk, dat hem kent als stotteraar, tenminste dat hij het was.

## Rolverdeling
| Acteur               | Personage                    |
| -------------------- | ---------------------------- |
| Colin Firth          | Koning George VI             |
| Geoffrey Rush        | Lionel Logue                 |
| Helena Bonham Carter | Koningin Elizabeth           |
| Derek Jacobi         | Aartsbisschop van Canterbury |
| Robert Portal        | Stalmeester                  |
| Richard Dixon        | Kabinetschef                 |
| Paul Trussell        | Chaffeur                     |
| Adrian Scarborough   | Omroeper                     |
| Andrew Havill        | Robert Wood                  |
| Charles Armstrong    | Technicus                    |
| Roger Hammond        | Dr. Blandine Bentham         |
| Calum Gittins        | Laurie Logue                 |
| Jennifer Ehle        | Myrtle Logue                 |
| Dominic Applewhite   | Valentine Logue              |
| Ben Wimsett          | Anthony Logue                |
| Freya Wilson         | Prinses Elizabeth            |
| Ramona Marquez       | Prinses Margaret             |
| David Bamber         | Schouwburgdirecteur          |
| Jake Hathaway        | Willie                       |
| Michael Gambon       | Koning George V              |
| Guy Pearce           | Koning Edward VIII           |
| Patrick Ryecart      | Lord Wigram                  |
| Teresa Gallagher     | Verpleegster                 |
| Simon Chandler       | Lord Dawson                  |
| Claire Bloom         | Koningin Mary                |
| Orlando Wells        | Hertog van Kent              |
| Tim Downie           | Hertog van Gloucester        |
| Dick Ward            | Butler                       |
| Eve Best             | Wallis Simpson               |
| John Albasiny        | Livreiknecht                 |
| Timothy Spall        | Winston Churchill            |
| Danny Emes           | Jongen in het park           |
| Anthony Andrews      | Stanley Baldwin              |
| John Warnaby         | Rentmeester                  |
| Roger Parrott        | Neville Chamberlain          |

## Productie
De opnamen van de film vonden plaats tussen september 2009 en januari 2010.

## Prijzen
- De film werd voor het eerst vertoond in september 2010 op het Telluride Film Festival en Filmfestival van Toronto. Op dat laatste filmfestival won The King's Speech de publieksprijs.
- De film kreeg twaalf Oscarnominaties en won er vier, voor "beste film", "beste mannelijke hoofdrol", "beste regisseur" en "beste originele scenario".